# 1. Fußball-Club Nürnberg Verein für Leibesübungen 1998-1999
Questa voce raccoglie le informazioni riguardanti il 1. Fußball-Club Nürnberg Verein für Leibesübungen nelle competizioni ufficiali della stagione 1998-1999.

## Stagione
Nella stagione 1998-1999 il Norimberga, allenato da Willi Reimann, Thomas Brunner e Friedel Rausch, concluse il campionato di Bundesliga al 16º posto e retrocesse in 2. Bundesliga. In Coppa di Germania il Norimberga fu eliminato al secondo turno dal Wolfsburg.

## Rosa
| N. |                      | Ruolo | Calciatore        |
| -- | -------------------- | ----- | ----------------- |
| 1  | Svizzera (bandiera)  | P     | Andreas Hilfiker  |
| 2  | Germania (bandiera)  | D     | Matthias Maucksch |
| 3  | Germania (bandiera)  | D     | Helmut Rahner     |
| 4  | Germania (bandiera)  | C     | Stephan Täuber    |
| 5  | Germania (bandiera)  | D     | Sven Günther      |
| 6  | Germania (bandiera)  | D     | Frank Baumann     |
| 7  | Germania (bandiera)  | C     | Michael Wiesinger |
| 8  | Germania (bandiera)  | D     | Henning Bürger    |
| 9  | Germania (bandiera)  | A     | Markus Kurth      |
| 10 | Germania (bandiera)  | C     | Marc Oechler      |
| 11 | Svezia (bandiera)    | A     | Niklas Skoog      |
| 13 | Germania (bandiera)  | P     | Andreas Köpke     |
| 14 | Ucraina (bandiera)   | C     | Andrey Polunin    |
| 15 | Germania (bandiera)  | D     | Markus Grasser    |
| 16 | Germania (bandiera)  | P     | Darius Kampa      |
| 17 | Rep. Ceca (bandiera) | A     | Pavel Kuka        |

| N. |                                | Ruolo | Calciatore            |
| -- | ------------------------------ | ----- | --------------------- |
| 18 | Germania (bandiera)            | C     | Markus Lösch          |
| 19 | Germania (bandiera)            | D     | Martin Molz           |
| 20 | Germania (bandiera)            | A     | Martin Driller        |
| 21 | Germania (bandiera)            | C     | Heiko Gerber          |
| 22 | Germania (bandiera)            | C     | Jochen Weigl          |
| 23 | Rep. Ceca (bandiera)           | D     | Marek Nikl            |
| 24 | Germania (bandiera)            | C     | Armin Störzenhofecker |
| 25 | Germania (bandiera)            | C     | Knut Reinhardt        |
| 27 | Germania (bandiera)            | C     | Thomas Ziemer         |
| 28 | Serbia e Montenegro (bandiera) | C     | Živojin Juškić        |
| 29 | Macedonia del Nord (bandiera)  | A     | Saša Ćirić            |
| 30 | Germania (bandiera)            | P     | Christian Horcher     |
| 33 | Paesi Bassi (bandiera)         | D     | René van Eck          |
| 35 | Germania (bandiera)            | C     | Tobias Zellner        |
| 36 | Turchia (bandiera)             | A     | Ersen Martin          |
| 40 | Germania (bandiera)            | P     | Sebastian Dürnagel    |

## Organigramma societario
Area tecnica
- Allenatore: Friedel Rausch
- Allenatore in seconda:
- Preparatore dei portieri:
- Preparatori atletici:

## Calciomercato

### Sessione estiva
| Acquisti | Acquisti          | Acquisti             | Acquisti |
| R.       | Nome              | da                   | Modalità |
| -------- | ----------------- | -------------------- | -------- |
| D        | Marek Nikl        | Bohemians 1905       |          |
| C        | Heiko Gerber      | Arminia Bielefeld    |          |
| D        | Sven Günther      | Zwickau              |          |
| P        | Christian Horcher | SpVgg Jahn Forchheim |          |
| P        | Darius Kampa      | Augusta              |          |
| A        | Pavel Kuka        | Kaiserslautern       |          |
| C        | Markus Lösch      | Kickers Stoccarda    |          |
| D        | Matthias Maucksch | Lokomotive Lipsia    |          |
| C        | Andrey Polunin    | Karpaty              |          |
| A        | Niklas Skoog      | Duisburg             |          |
| C        | Stephan Täuber    | Unterhaching         |          |
| C        | Jochen Weigl      | Greuther Fürth       |          |

| Cessioni | Cessioni         | Cessioni               | Cessioni |
| R.       | Nome             | a                      | Modalità |
| -------- | ---------------- | ---------------------- | -------- |
| C        | Thomas Richter   | Monaco 1860            |          |
| A        | Jürgen Falter    | SG Post Süd/Regensburg |          |
| D        | Kemal Halat      | Gütersloh              |          |
| C        | Roman Hogen      | Chmel Blšany           |          |
| C        | Peter Knäbel     | Winterthur             |          |
| C        | Christian Möckel | Greuther Fürth         |          |
| P        | Christoph Müller | RW Oberhausen          |          |
| C        | Timo Rost        | Stoccarda              |          |
| D        | Uwe Schneider    | Eintracht Francoforte  |          |
| C        | Ivica Simunec    | Union Berlino          |          |
| C        | Daniel Šmejkal   | Uerdingen 05           |          |
| C        | Cheriffe Touré   | Olympique Marsiglia    |          |

### Sessione invernale
| Acquisti | Acquisti       | Acquisti            | Acquisti |
| R.       | Nome           | da                  | Modalità |
| -------- | -------------- | ------------------- | -------- |
| C        | Živojin Juškić | Obilić              |          |
| P        | Andreas Köpke  | Olympique Marsiglia |          |
| C        | Knut Reinhardt | Borussia Dortmund   |          |
| D        | René van Eck   | Lucerna             |          |

| Cessioni | Cessioni | Cessioni | Cessioni |
| R.       | Nome     | a        | Modalità |
| -------- | -------- | -------- | -------- |

## Risultati

### Bundesliga

#### Girone di andata
| Arbitro: | Krug |

|             |           |            |
| Polunin 57’ | Marcatori | 88’ Yeboah |

| Arbitro: | Jansen |

|                              |           |                         |
| Roembiak 22’ (rig.) Todt 24’ | Marcatori | 19’, 41’ Kuka 62’ Ćirić |

| Norimberga 9 settembre 1998, ore 19:30 CEST 3ª giornata | Norimberga | 0 – 0 referto | Borussia Dortmund | Frankenstadion (44 000 spett.)\| Arbitro: \| Merk \| |
| Arbitro:                                                | Merk       |               |                   |                                                      |

| Arbitro: | Koop |

|                               |           |                     |
| Eijkelkamp 30’ Max 42’ (rig.) | Marcatori | 52’ Ćirić 69’ Kurth |

| Arbitro: | Keßler |

|          |           |               |
| Kuka 43’ | Marcatori | 85’ Marschall |

| Arbitro: | Fröhlich |

|                                 |           |                       |
| Weber 20’, 87’ Westerthaler 77’ | Marcatori | 30’ Polunin 85’ Ćirić |

| Arbitro: | Zerr |

|             |           |                                                                      |
| Richter 52’ | Marcatori | 6’ Schroth 39’ (aut.) Richter 55’ Cerny 77’ Mazingu-Dinzey 86’ Yovov |

| Arbitro: | Fandel |

|  |           |                       |
|  | Marcatori | 10’ (rig.), 51’ Ćirić |

| Arbitro: | Weber |

|                     |           |                         |
| Kuka 53’ Täuber 65’ | Marcatori | 25’ Akpoborie 37’ Bobic |

| Arbitro: | Aust |

|                                 |           |  |
| Mandreko 9’ Veit 17’ Tchami 44’ | Marcatori |  |

| Arbitro: | Weiner |

|          |           |            |
| Vana 78’ | Marcatori | 24’ Gerber |

| Arbitro: | Wagner |

|                        |           |                              |
| Wiesinger 19’ Kuka 46’ | Marcatori | 44’ (rig.), 71’ (rig.) Kuntz |

| Arbitro: | Strampe |

|                                   |           |  |
| Meijer 5’ Emerson 15’ Ramelow 21’ | Marcatori |  |

| Arbitro: | Koop |

|           |           |               |
| Skoog 64’ | Marcatori | 86’ Juskowiak |

| Arbitro: | Dardenne |

|                        |           |  |
| Élber 36’ Lizarazu 63’ | Marcatori |  |

| Arbitro: | Merk |

|                |           |                       |
| Ćirić 21’, 42’ | Marcatori | 44’ Ramdane 86’ Agali |

| Arbitro: | Jansen |

|                  |           |  |
| K'obiashvili 36’ | Marcatori |  |

#### Girone di ritorno
| Arbitro: | Meyer |

|                                       |           |  |
| Gravesen 54’ (rig.) Grubač 90’ (rig.) | Marcatori |  |

| Arbitro: | Strampe |

|          |           |           |
| Kuka 32’ | Marcatori | 8’ Frings |

| Arbitro: | Keßler |

|                                  |           |  |
| Möller 11’ Chapuisat 54’ But 62’ | Marcatori |  |

| Arbitro: | Kemmling |

|                         |           |  |
| Kuka 36’, 60’ Ćirić 45’ | Marcatori |  |

| Arbitro: | Koop |

|                        |           |  |
| Rösler 39’ Ratinho 61’ | Marcatori |  |

| Arbitro: | Krug |

|                    |           |              |
| Kuka 20’ Ćirić 79’ | Marcatori | 9’, 62’ Yang |

| Arbitro: | Fröhlich |

|            |           |                             |
| Hobsch 66’ | Marcatori | 7’ Kuka 75’ Störzenhofecker |

| Arbitro: | Merk |

|                        |           |  |
| Ziemer 39’ Oechler 78’ | Marcatori |  |

| Stoccarda 13 aprile 1999, ore 19:30 CEST 26ª giornata | Stoccarda | 0 – 0 referto | Norimberga | Gottlieb-Daimler-Stadion (21 000 spett.)\| Arbitro: \| Aust \| |
| Arbitro:                                              | Aust      |               |            |                                                                |

| Norimberga 17 aprile 1999, ore 15:30 CEST 27ª giornata | Norimberga | 0 – 0 referto | Hertha Berlino | Frankenstadion (33 000 spett.)\| Arbitro: \| Zerr \| |
| Arbitro:                                               | Zerr       |               |                |                                                      |

| Arbitro: | Steinborn |

|  |           |                        |
|  | Marcatori | 4’ Wohlert 90’ Beierle |

| Arbitro: | Berg |

|  |           |                          |
|  | Marcatori | 16’, 70’ Ćirić 65’ Kurth |

| Arbitro: | Jansen |

|                     |           |                        |
| Ćirić 24’ Weigl 74’ | Marcatori | 3’ Ramelow 84’ Emerson |

| Arbitro: | Krug |

|            |           |             |
| Präger 90’ | Marcatori | 29’ Baumann |

| Arbitro: | Merk |

|                       |           |  |
| Ćirić 72’ Driller 82’ | Marcatori |  |

| Arbitro: | Fandel |

|                     |           |            |
| Neuville 27’ (rig.) | Marcatori | 84’ Gerber |

| Arbitro: | Kemmling |

|          |           |                |
| Nikl 85’ | Marcatori | 28’, 35’ Güneş |

### Coppa di Germania
| Arbitro: | Friedrichs |

|  |           |                      |
|  | Marcatori | 33’ Ćirić 90’ Bürger |

| Arbitro: | Fandel |

|                                  |           |  |
| Juskowiak 101’ Präger 110’, 115’ | Marcatori |  |

## Statistiche

### Statistiche di squadra
| Competizione      | Punti | In casa | In casa | In casa | In casa | In casa | In casa | In trasferta | In trasferta | In trasferta | In trasferta | In trasferta | In trasferta | Totale | Totale | Totale | Totale | Totale | Totale | DR  |
| Competizione      | Punti | G       | V       | N       | P       | Gf      | Gs      | G            | V            | N            | P            | Gf           | Gs           | G      | V      | N      | P      | Gf     | Gs     | DR  |
| ----------------- | ----- | ------- | ------- | ------- | ------- | ------- | ------- | ------------ | ------------ | ------------ | ------------ | ------------ | ------------ | ------ | ------ | ------ | ------ | ------ | ------ | --- |
| Bundesliga        | 37    | 17      | 3       | 11      | 3       | 23      | 23      | 17           | 4            | 5            | 8            | 17           | 27           | 34     | 7      | 16     | 11     | 40     | 50     | -10 |
| Coppa di Germania | -     | 0       | 0       | 0       | 0       | 0       | 0       | 2            | 1            | 0            | 1            | 2            | 3            | 2      | 1      | 0      | 1      | 2      | 3      | -1  |
| Totale            | 37    | 17      | 3       | 11      | 3       | 23      | 23      | 19           | 5            | 5            | 9            | 19           | 30           | 36     | 8      | 16     | 12     | 42     | 53     | -11 |

### Andamento in campionato
| Giornata  | 1 | 2 | 3 | 4 | 5 | 6  | 7  | 8  | 9  | 10 | 11 | 12 | 13 | 14 | 15 | 16 | 17 | 18 | 19 | 20 | 21 | 22 | 23 | 24 | 25 | 26 | 27 | 28 | 29 | 30 | 31 | 32 | 33 | 34 |
| --------- | - | - | - | - | - | -- | -- | -- | -- | -- | -- | -- | -- | -- | -- | -- | -- | -- | -- | -- | -- | -- | -- | -- | -- | -- | -- | -- | -- | -- | -- | -- | -- | -- |
| Luogo     | C | T | C | T | C | T  | C  | T  | C  | T  | T  | C  | T  | C  | T  | C  | T  | T  | C  | T  | C  | T  | C  | T  | C  | T  | C  | C  | T  | C  | T  | C  | T  | C  |
| Risultato | N | V | N | N | N | P  | P  | V  | N  | P  | N  | N  | P  | N  | P  | N  | P  | P  | N  | P  | V  | P  | N  | V  | V  | N  | N  | P  | V  | N  | N  | V  | N  | P  |
| Posizione | 9 | 4 | 6 | 6 | 9 | 10 | 13 | 11 | 11 | 12 | 12 | 13 | 14 | 14 | 15 | 16 | 17 | 17 | 17 | 17 | 15 | 16 | 16 | 16 | 15 | 15 | 14 | 15 | 14 | 14 | 14 | 13 | 12 | 16 |

Legenda:

Luogo: C = Casa; T = Trasferta. Risultato: V = Vittoria; N = Pareggio; P = Sconfitta.

### Statistiche dei giocatori
| Giocatore          | Bundesliga | Bundesliga | Bundesliga  | Bundesliga | Coppa di Germania | Coppa di Germania | Coppa di Germania | Coppa di Germania | Totale   | Totale | Totale      | Totale     |
| Giocatore          | Presenze   | Reti       | Ammonizioni | Espulsioni | Presenze          | Reti              | Ammonizioni       | Espulsioni        | Presenze | Reti   | Ammonizioni | Espulsioni |
| ------------------ | ---------- | ---------- | ----------- | ---------- | ----------------- | ----------------- | ----------------- | ----------------- | -------- | ------ | ----------- | ---------- |
| F. Baumann         | 30         | 1          | 3           | 1          | 2                 | 0                 | 0                 | 0                 | 32       | 1      | 3           | 1          |
| H. Bürger          | 16         | 0          | 0           | 1          | 2                 | 1                 | 0                 | 0                 | 18       | 1      | 0           | 1          |
| M. Driller         | 19         | 1          | 2           | 1          | 0                 | 0                 | 0                 | 0                 | 19       | 1      | 2           | 1          |
| S. Dürnagel        | 0          | 0          | 0           | 0          | 0                 | 0                 | 0                 | 0                 | 0        | 0      | 0           | 0          |
| H. Gerber          | 24         | 2          | 4           | 1          | 0                 | 0                 | 0                 | 0                 | 24       | 2      | 4           | 1          |
| M. Grasser         | 12         | 0          | 1           | 1          | 0                 | 0                 | 0                 | 0                 | 12       | 0      | 1           | 1          |
| S. Günther         | 19         | 0          | 7           | 0          | 1                 | 0                 | 1                 | 0                 | 20       | 0      | 8           | 0          |
| A. Hilfiker        | 17         | 0          | 2           | 0          | 2                 | 0                 | 0                 | 0                 | 19       | 0      | 2           | 0          |
| C. Horcher         | 0          | 0          | 0           | 0          | 0                 | 0                 | 0                 | 0                 | 0        | 0      | 0           | 0          |
| Ž. Juškić          | 3          | 0          | 1           | 0          | 0                 | 0                 | 0                 | 0                 | 3        | 0      | 1           | 0          |
| D. Kampa           | 1          | 0          | 0           | 0          | 1                 | 0                 | 1                 | 0                 | 2        | 0      | 1           | 0          |
| P. Kuka            | 28         | 10         | 7           | 0          | 2                 | 0                 | 0                 | 0                 | 30       | 10     | 7           | 0          |
| M. Kurth           | 21         | 2          | 1           | 0          | 0                 | 0                 | 0                 | 0                 | 21       | 2      | 1           | 0          |
| A. Köpke           | 16         | 0          | 0           | 0          | 0                 | 0                 | 0                 | 0                 | 16       | 0      | 0           | 0          |
| M. Lösch           | 21         | 0          | 6           | 0          | 2                 | 0                 | 1                 | 0                 | 23       | 0      | 7           | 0          |
| E. Martin          | 1          | 0          | 1           | 0          | 0                 | 0                 | 0                 | 0                 | 1        | 0      | 1           | 0          |
| M. Maucksch        | 5          | 0          | 2           | 0          | 2                 | 0                 | 0                 | 0                 | 7        | 0      | 2           | 0          |
| M. Molz            | 1          | 0          | 0           | 0          | 0                 | 0                 | 0                 | 0                 | 1        | 0      | 0           | 0          |
| M. Nikl            | 22         | 1          | 3           | 0          | 0                 | 0                 | 0                 | 0                 | 22       | 1      | 3           | 0          |
| M. Oechler         | 18         | 1          | 1           | 0          | 0                 | 0                 | 0                 | 0                 | 18       | 1      | 1           | 0          |
| A. Polunin         | 16         | 2          | 4           | 0          | 2                 | 0                 | 0                 | 0                 | 18       | 2      | 4           | 0          |
| H. Rahner          | 13         | 0          | 3           | 0          | 0                 | 0                 | 0                 | 0                 | 13       | 0      | 3           | 0          |
| K. Reinhardt       | 9          | 0          | 2           | 0          | 0                 | 0                 | 0                 | 0                 | 9        | 0      | 2           | 0          |
| T. Richter         | 11         | 1          | 0           | 0          | 2                 | 0                 | 2                 | 0                 | 13       | 1      | 2           | 0          |
| N. Skoog           | 10         | 1          | 0           | 0          | 0                 | 0                 | 0                 | 0                 | 10       | 1      | 0           | 0          |
| A. Störzenhofecker | 32         | 1          | 4           | 0          | 1                 | 0                 | 0                 | 0                 | 33       | 1      | 4           | 0          |
| S. Täuber          | 10         | 1          | 4           | 0          | 2                 | 0                 | 1                 | 0                 | 12       | 1      | 5           | 0          |
| J. Weigl           | 11         | 1          | 3           | 0          | 1                 | 0                 | 0                 | 0                 | 12       | 1      | 3           | 0          |
| M. Wiesinger       | 22         | 1          | 1           | 0          | 2                 | 0                 | 1                 | 0                 | 24       | 1      | 2           | 0          |
| T. Zellner         | 1          | 0          | 0           | 0          | 0                 | 0                 | 0                 | 0                 | 1        | 0      | 0           | 0          |
| T. Ziemer          | 10         | 1          | 1           | 0          | 0                 | 0                 | 0                 | 0                 | 10       | 1      | 1           | 0          |
| R. van Eck         | 16         | 0          | 3           | 0          | 0                 | 0                 | 0                 | 0                 | 16       | 0      | 3           | 0          |
| S. Ćirić           | 28         | 13         | 0           | 0          | 2                 | 1                 | 0                 | 0                 | 30       | 14     | 0           | 0          |